# Polish Open
Het LOTOS Polish Open is een golftoernooi van de Pro Golf Tour, gespeeld in Polen.
Ook het laatste toernooi van het seizoen, het Pro Golf Tour Championship, wordt sinds 2012 in Polen gespeeld.
De eerste editie vindt plaats op 22 en 23 juli 2013 op de Sand Valley Golf & Country Club in Pasłęk. Het prijzengeld bedraagt € 30.000.
Winnaar van de eerste editie was Florian Fritsch, die Anton Kirstein in de play-off versloeg. Voor Fritsch was het zijn derde zege van het seizoen. Beste Nederlander was Menno van Dijk (T3), beste Belg was Christopher Mivis (T11). 

## Winnaars
| Jaar | Winnaar            | Score | Score | Info    |
| ---- | ------------------ | ----- | ----- | ------- |
| 2013 | Florian Fritsch po | 207   | -9    | Uitslag |